# Крашко врело
Крашко врело је врело у красу. Представља место истицања водотока, који је претходно већ формиран у подземљу кретањем вода кроз крашке канале. Крашка врела одликују се појавом велике количине воде на месту извирања, односно истицањем готово реке на површину терена. Извориште је, по правилу, амфитеатрално удубљење стрмих, па чак и вертикалних страна, које је отворено са једне стране. Вода истиче из пећине, која је најчешће формирана дуж веће руптуре, чија траса обично може да се препозна на странама изворишта. 
Бројни су примери крашких врела: извориште Млаве код Жагубице, извориште Требишњице код Билеће (које је сада потопљено вештачком акумулацијом ХЕ Гранчарево), врело Пивско око, потопљено акумулацијом ХЕ Пива.